# Trond-Øyvind Gimle
Trond-Øyvind Gimle (1967) è un ex sciatore alpino norvegese.

## Biografia
Gimle, specialista delle prove veloci, non ottenne piazzamenti di rilievo in Coppa del Mondo né prese parte a rassegne olimpiche o iridate; nel 1993 si laureò campione norvegese nella discesa libera e si ritirò nel 1994.

## Palmarès

### Campionati norvegesi
- 2 medaglie (dati dalla stagione 1991-1992):
  - 1 oro (discesa libera[1] nel 1993)
  - 1 bronzo (discesa libera nel 1992)[senza fonte]